# Albanchez de Mágina
Albanchez de Mágina er en by og kommune i det sydlige Spanien i provinsen Jaén. Den har et indbyggertal på 930 (2024) indbyggere.